# イントロンデポ
『イントロンデポ』 (INTRON DEPOT) は、士郎正宗の画集のタイトル。全て青心社より刊行されている。

## 概要
タイトルの「イントロン」は「導入要素」（遺伝学のイントロンに掛け合わせている）、「デポ」は「保管庫」を意味し、収録作の多くが書籍表紙や映像媒体のジャケット、宣伝素材などに使用された作品の「顔」である事に由来している。
最初の『イントロンデポ』は「アップルシード」「攻殻機動隊』などのオリジナル漫画作品の表紙画や関連イラストが多く、全てアナログ作品だったが、続刊では作者の活動の変化に伴い依頼物のイラストの比重が大きく、また製作環境がデジタルに移行した事を生かして、別バージョンや素材・レイヤー状態、ボツラフを加工した描き下ろし作品なども多数収録されている。
例によって作者による詳細なコメントが付けられており、海外出版を見越して英文も併記されている。

## 既刊
イントロンデポ（INTRON DEPOT）
1992年刊行。同人誌時代から1990年までのカラーイラストを収録。続刊との区別のため「イントロンデポ1」と呼ばれる事が多い。発売前は「カラー仕事集」と称していたが、作者の「他人に説明するのが面倒臭い」との意向で「画集」と称される様になった（コミックガイア誌での本人のコメントより）。
イントロンデポ2 ブレイズ（INTRON DEPOT2 BLADES）
1998年刊行。1990年以降に制作されたカラーイラストの内、剣や魔法のファンタジー系の物を中心に収録。
イントロンデポ3 バリスティクス（INTRON DEPOT3 BALISTICS）
2003年刊行。1990年以降に制作されたカラーイラストの内、銃器・メカ系の物を中心に収録。
イントロンデポ4 バレッツ（INTRON DEPOT4 BULLETS）
2004年刊行。『ガンドレス』『サンパギータ』などのアニメ・ゲーム作品のデザイン・設定画を収録。
イントロンデポ5 バタリオン（BATTALION）
2012年刊行。前巻に続いてゲーム・アニメ作品のデザイン・設定画を収録（大半が商品化されなかった物）。
イントロンデポ6 バ—ブワイヤー01（BARBWIRE 01）
イントロンデポ7 バ—ブワイヤー02（BARBWIRE 02）
2013年刊行。島田荘司による小説『Classical Fantasy Within』の挿絵をカラー＆大判化して収録。
イントロンデポD（INTRON DEPOT D）
イントロンデポ1のCD-ROM版。Windows版とMacintosh版が発売された。

## エクソンデポ（EXON DEPOT）
コミックガイア誌に掲載された短編フルカラー漫画。セリフ・フキダシは無い。「山桜」「審判」の2本。2009年にフルカラー作品集「PIECES 1」に収録された。